# Ivan Solomon
Ivan Solomon (1900-1987) est un homme d'affaires et un collectionneur d'art qui fut maire de Pretoria  de 1932 à 1936. 